# 広島国際学院大学
広島国際学院大学（ひろしまこくさいがくいんだいがく、英語: Hiroshima Kokusai Gakuin University,HKG）は、広島県広島市安芸区中野6-20-1に本部を置いていた日本の私立大学である。1967年に設置され、2023年に廃止された。
同市内の上瀬野キャンパスにはスポーツ施設と自動車短期大学部を設置している。
運営は学校法人 広島国際学院。旧校名は広島電機大学（ひろしまでんきだいがく、英称:Hiroshima Denki Institute of Technology,HDIT）。地元では旧称「電大」、東京電機大学、九州電機短期大学等と区別する必要がある場合は「広島電大」あるいは「広電大」と略した。
2023年（令和5年）3月で最後の在学生が卒業しており、同年5月に廃止された。

## 沿革
- 1927年 鶴虎太郎（学校法人鶴学園・広島工業大学の創設者である鶴襄の父）により広島高等予備校創設
- 1930年 広島高等学院を広島高等予備校に併設を認可される
- 1938年 広島高等学院を廃止、広島電気学校設置
- 1945年 原爆被災により、全施設を消失
- 1946年 広島市内から安芸郡海田町東海田に移転
- 1948年 学制改革により広島電気学校普通科を広島電機高等学校（現・広島国際学院高等学校）に移行開設。広島電気学校専門部を広島電機専門学校（1957年廃止）と改称
- 1951年 学校法人広島電機学園認可される
- 1960年 鼓浦女子商業専門学校を新設
- 1964年 広島電機学園短期大学自動車工業科（のち広島自動車工業短期大学、現・広島国際学院大学自動車短期大学部）を現在の中野キャンパスに設置、鼓浦女子商業専門学校を廃止
- 1967年 広島電機大学開学。工学部（電気工学科、電子工学科）を設置
- 1968年 工学部に機械工学科を設置
- 1988年 上瀬野キャンパスを開設し、広島自動車工業短期大学を同キャンパスに移転
- 1991年 法人名を広島電機大学に改称
- 1994年 工学部に情報工学科を設置
- 1996年 大学院工学研究科修士課程（物質工学・電気工学・電子工学・機械工学専攻）を設置
- 1998年 法人名「広島国際学院」に名称変更
- 1999年 大学名を広島国際学院大学、設置法人名を学校法人広島国際学院に改称。上瀬野キャンパスに現代社会学部を設置。大学院工学研究科博士課程（材料工学・計測制御専攻）を設置
- 2002年 工学部電子工学科をメディア情報通信学科に名称変更。大学院工学研究科修士課程（知能情報専攻）を設置。
- 2003年 大学院現代社会学研究科博士前・後期課程（現代社会学専攻）を設置。広島国際学院大学自動車短期大学部に専攻科（整備工学専攻）設置。広島市中区の広島朝日ビルディング1階に立町キャンパスを開設。
- 2004年 工学部情報工学科を改組し、中野キャンパスに情報学部（情報工学科、情報デザイン学科）を設置。工学部電気工学科及び電子工学科を改組し、電気電子工学科及びバイオ・リサイクル学科を設置。
- 2005年 広島国際学院大学大学院工学研究科修士課程の電気工学専攻と電子工学専攻を電気電子工学専攻に改組。
- 2007年 広島国際学院大学工学部の学科を改組し総合工学科に統合。情報学部は情報デザイン学部に改称し、情報デザイン学科と統合。
- 2010年 現代社会学部を、中野キャンパスに移転・統合。
- 2013年 工学部を改組し、食農バイオ・リサイクル学科と生産工学科に、情報学部と現代社会学部を統合・改組し情報文化学部に情報デザイン学科と現代社会学科を設置する。
- 2018年 学科コースをリニューアルし、工学部生産工学科3コース、情報文化学部情報デザイン学科4コース、情報文化学部現代社会学科4コースの計11コースを設置。
- 2019年 2020年度以降、全ての学部と大学院で学生の募集を停止すると発表[3][4]。自動車短期大学部は、学校の種別を変更し専門学校として残す方針[3][4]。
- 2023年
  - 3月 最後の在学生が卒業[1]。
  - 5月 閉校（文部科学省認可）[2]。

## 組織

### 学部
- 工学部
  - 生産工学科
    - 機械工学コース
    - 電気情報コース
    - バイオ生産コース
- 情報文化学部
  - 情報デザイン学科
    - 情報技術コース
    - デザインコース
    - アート＆エンターテインメントコース
    - メディア文化コース

  - 現代社会学科
    - ソーシャルビジネスコース
    - まちづくりコース
    - 生活と福祉コース
    - 国際コミュニケーションコース

### 過去の学部体制
＜2012年度まで＞
- 工学部
  - 総合工学科
    - バイオ・リサイクル専攻
    - 機械システム専攻
    - 電気システム専攻
    - 基礎理工専攻
- 情報デザイン学部
  - 情報デザイン学科
    - メディア・エンターテインメント専攻
    - コミュニケーションデザイン専攻
    - コンピュータネットワーク専攻
- 現代社会学部
  - 現代社会学科
    - 産業システムコース
    - 国際コミュニケーションコース
    - 福祉マネジメントコース

＜2013年度から2017年度まで＞
- 工学部
  - 食農バイオ・リサイクル学科
    - 発酵バイオコース
    - 環境リサイクルコース
    - 食農サイエンスコース

  - 生産工学科
    - 機械工学コース
    - 情報制御コース
    - 電気工学コース
- 情報文化学部
  - 情報デザイン学科
    - ソーシャルメディアコース
    - メディア・エンターテインメントコース
    - コミュニケーションデザインコース

  - 現代社会学科
    - 経営ビジネスコース
    - 国際コミュニケーションコース
    - 福祉マネジメントコース

### 大学院
- 工学研究科（中野キャンパス）
  - 生産創成工学専攻（修士課程）
  - 材料工学専攻（博士後期課程）
- 現代社会学研究科（中野キャンパス）
  - 現代社会学専攻

### 短期大学部
- 自動車短期大学部（上瀬野キャンパス）

## 系列校
- 広島国際学院中学校・高等学校（安芸郡海田町）

## 出身者
広島電機大学
- 横山幾夫 - 高知県安芸市長。
- 山口和男 - プロ野球選手。元オリックス投手（2000 - 2009）、オリックス編成部（スカウト）（2010年2月1日 - ）。
- 坂原秀尚 - 高校野球指導者。
- EBI - ミュージシャン。(ユニコーン)　中退。
- 川西幸一 - ミュージシャン。(ユニコーン)　2年次入学（2005年以降の2年次短期大学士入学に相当）、卒業。
- 手島いさむ - ミュージシャン。(ユニコーン)　中退。

2012年6月、この3名でユニコーンとは別に広島電機大学出身者であることを前面に出した「電大」を結成。アルバム「△結線」でCDデビューをしている。
- 瀬戸つよし - 歌手

広島国際学院大学
- 福岡誠志 - 広島県三次市長
- 立川幸之進 - 落語家。中退。
- 佐竹佑一（ボールボーイ佐竹） - お笑い芸人、広島ローカルタレント。
- 隠善智也 - プロ野球選手。元読売ジャイアンツ外野手、一塁手（2007 - 2015）、読売ジャイアンツ球団広報（2016 - ）。
- 宮﨑敦次 - プロ野球選手。元千葉ロッテマリーンズ投手（2015 - 2018）、広島東洋カープ打撃投手（2019 - ）。

## エピソード
- 2008年4月、川島なお美とガッツ石松が現代社会学部客員教授に就任した。学生約300人を対象とする講義を年1回ずつ担当する。任期は2年間[8]。
- 2010年7月3日、「プラグインプリウス“途中無給油”日本列島縦断の旅」途上のプラグインハイブリッドカー、20型プリウスに200V充電サービスを提供した。